# Jolanta Morońska
Jolanta Teresa Morońska, ps. „Jola”, „Ryś” (ur. 10 listopada 1926 w Warszawie, zm. 16 września 1944 tamże) – harcerka, strzelec Armii Krajowej.

## Życiorys
Jolanta Teresa Morońska urodziła się 10 listopada 1926 w Warszawie, w rodzinie Jana i Antoniny z Kręciszewskich . Była młodszą siostrą Lilli Anny, także żołnierza AK. Była uczennicą Państwowego Gimnazjum i Liceum im. Klementyny z Tańskich Hoffmanowej i zastępową 2 Warszawskiej Żeńskiej Drużyny Harcerskiej . 
W czasie okupacji niemieckiej była członkinią konspiracyjnej organizacji Szare Szeregi. W czasie powstania warszawskiego początkowo pełniła służbę w punkcie sanitarnym u Haberbuscha, a następnie w patrolu sanitarnym w IV plutonie por. „Groma” na Chmielnej 106 . Poległa 16 września 1944 roku na ul. Złotej od pocisku artyleryjskiego. 5 kwietnia 1945 roku ekshumowana i pochowana na Cmentarzu Wojskowym na Powązkach  (kwatera A25-4-9).